# RuPaul's Drag Race
Cet article concerne la version étasunienne du programme. Pour la franchise, voir Drag Race (franchise).
RuPaul's Drag Race est une émission de télé-réalité de compétition américaine créée en 2009 par Fenton Bailey, Randy Barbato et RuPaul, et produite par World of Wonder pour Logo TV (de 2009 à 2016), VH1 (de 2017 à 2022), MTV (depuis 2023) et WOW Presents Plus.
L'émission est un concours de drag queens au cours duquel est sélectionnée la « prochaine superstar du drag des États-Unis ». RuPaul y joue le rôle de présentatrice, de mentor et de juge principale. Chaque semaine, les candidates sont soumises à différents défis et sont évaluées par un groupe de juges, dont font partie RuPaul, Michelle Visage, l'un des quatre juges tournants (Carson Kressley, Ross Mathews, Ts Madison ou Law Roach), et un ou plusieurs invités spéciaux, qui critique leur performance et leur progression. Le titre de l'émission est un jeu de mots entre « drag queen » et « dragster » ; le générique reprend également plusieurs éléments de la compétition automobile.
RuPaul's Drag Race s'étend sur dix-sept saisons et inspire de nombreuses émissions dérivées comme RuPaul's Drag Race All Stars, RuPaul's Drag U, RuPaul's Secret Celebrity Drag Race et RuPaul's Drag Race: Global All Stars, ainsi que de nombreux variantes internationales en Thaïlande, au Royaume-Uni, au Canada, aux Pays-Bas, en Australie & Nouvelle-Zélande, en Espagne, en Italie, en France, aux Philippines, en Allemagne, en Belgique, au Brésil, au Mexique, en Suède et en Afrique du Sud (à venir),,,,,,,,,,.
L'émission est un succès public et critique et devient le programme télévisé le mieux noté de Logo TV. Elle remporte le Primetime Emmy Award de la meilleure émission de télé-réalité cinq fois, dont quatre fois consécutives (de 2018 à 2021, puis en 2023) et permet à RuPaul de remporter le Primetime Emmy Award de la meilleure présentation pour une télé-réalité durant huit années consécutives (de 2016 à 2023).

## Format
Les appels à candidature pour participer à l'émission sont lancés en ligne et les candidates envoient une vidéo d'audition,.
Une saison de RuPaul's Drag Race se compose en plusieurs épisodes, au cours desquels les candidates s'affrontent dans différents défis. Chaque épisode est généralement conclu par l'élimination d'une candidate. Plus rarement, l'épisode peut comporter une double élimination, aucune élimination, une disqualification, un abandon volontaire ou le retrait d'une candidate pour des raisons médicales,,. Les candidates restantes à la fin des épisodes compétitifs prennent part à un épisode final au cours duquel est couronnée la gagnante de la saison. Une saison est généralement filmée sur une durée de quatre semaines.

### Mini et maxi défis

#### Mini défi
Certains épisodes présentent également un « mini défi », dont le prix peut être un avantage ou un bénéfice pour le maxi défi. Il consiste souvent en une tâche ordonnée aux candidates au début d'un épisode avec des prérequis et des limitations de temps. Certains mini défis sont répétés de saison en saison, comme une séance photo aux conditions insolites durant les six premières saisons, ou le reading challenge, en hommage à Paris is Burning, présent depuis la deuxième saison de l'émission, consistant à jeter des piques humoristiques aux autres candidates.

#### Maxi défi
Chaque épisode contient un « maxi défi » qui teste les capacités des candidates dans plusieurs domaines de la performance de genre, comme le chant, le jeu d'acteur, la comédie, la danse ou la couture. Il peut s'agir d'un défi individuel ou d'un défi de groupe. La gagnante du maxi défi reçoit généralement un prix matériel ou monétaire ; jusqu'à la sixième saison, l'immunité pour la semaine suivante était également accordée,.
Les thèmes des maxi défis sont très variés, mais sont souvent similaires de saison en saison : les candidates ont souvent pour défi de confectionner une ou plusieurs tenues selon un thème précis, parfois en utilisant des matériaux non conventionnels. D'autres défis se concentrent sur la capacité des candidates à se présenter face à une caméra, à se représenter sur de la musique ou humoristiques.
Certains défis se répètent au fil des saisons. On retrouve ainsi dans presque chaque saison :
- le Snatch Game : une parodie du Match Game, un jeu télévisé américain, dans laquelle les candidates doivent imiter des célébrités (depuis la deuxième saison) ;
- un « ball » inspiré de la ball culture, qui consiste à présenter trois tenues sur des thèmes précis (depuis la première saison) ;
- un makeover défi (« défi de relooking ») où les candidates doivent maquiller et habiller une autre personne (depuis la première saison) ;
- un défi de design, où les candidates doivent créer une tenue à partir d'un thème ou de matériaux précis.
- un Rusical (jeu de mots entre RuPaul et musical, « comédie musicale » en anglais), une comédie musicale parodique à thème (depuis la sixième saison).

### Défilé
Les candidates présentent ensuite lors d'un défilé, une tenue confectionnée par les candidates pour le défi ou d'une tenue au thème assigné aux candidates avant l'émission et annoncé au début de la semaine : cette tenue est généralement amenée au préalable par les candidates et n'est pas préparée dans l'atelier,.

### Critiques et conclusion
RuPaul et le panel de jurés critiquent les performances des candidates, délibèrent et annoncent la gagnante de la semaine ainsi que les candidates en danger d'élimination. Ces dernières doivent participer à un lip-sync for your life (« playback pour sauver sa peau ») ; la gagnante reste dans la compétition tandis que la perdante est éliminée,,.

## Jury

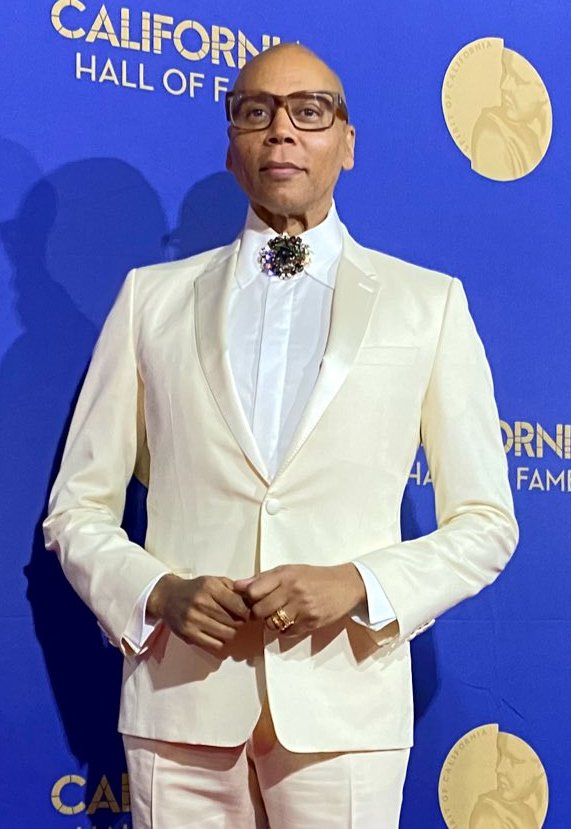
RuPaul, juge principale depuis la première saison.
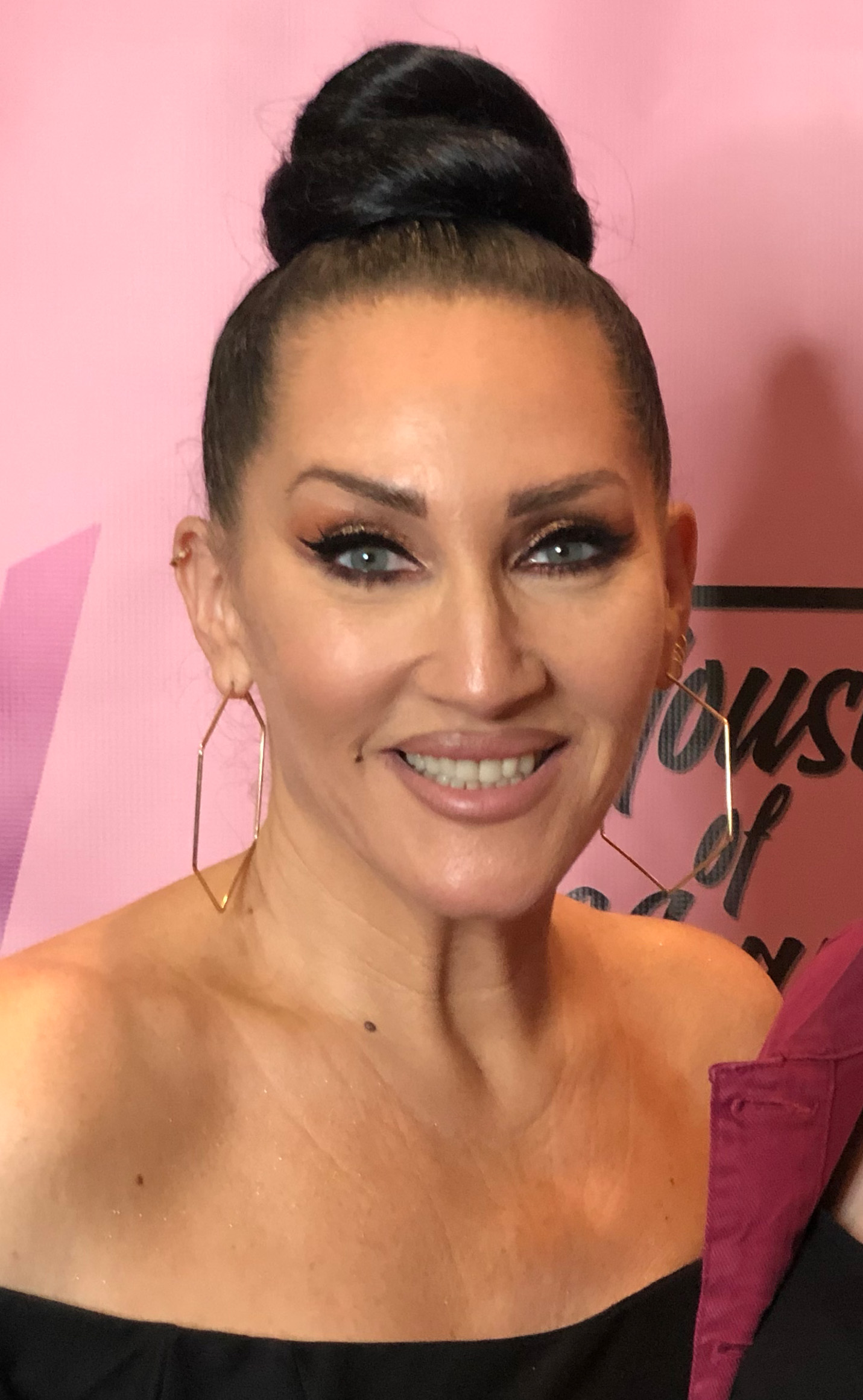
Michelle Visage, juge principale depuis la troisième saison.
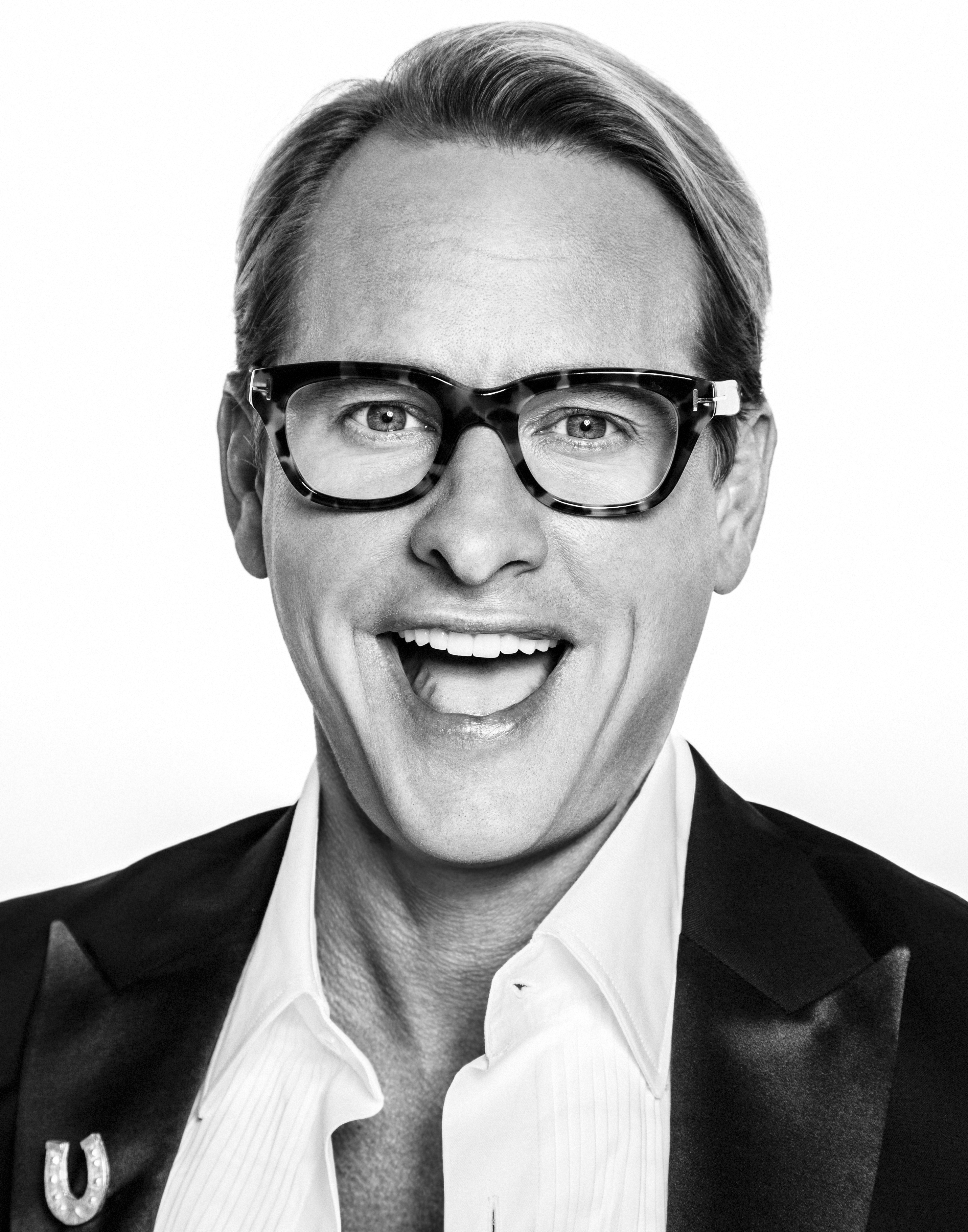
Carson Kressley, juge tournant depuis la septième saison.
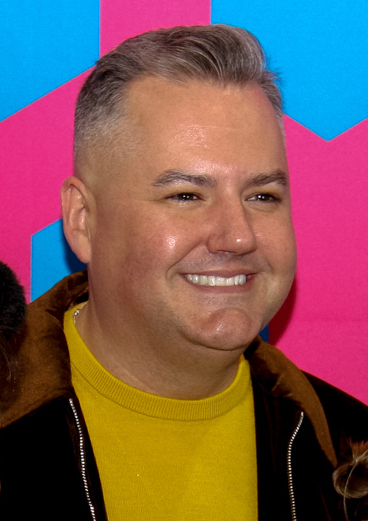
Ross Mathews, juge tournant depuis la septième saison.
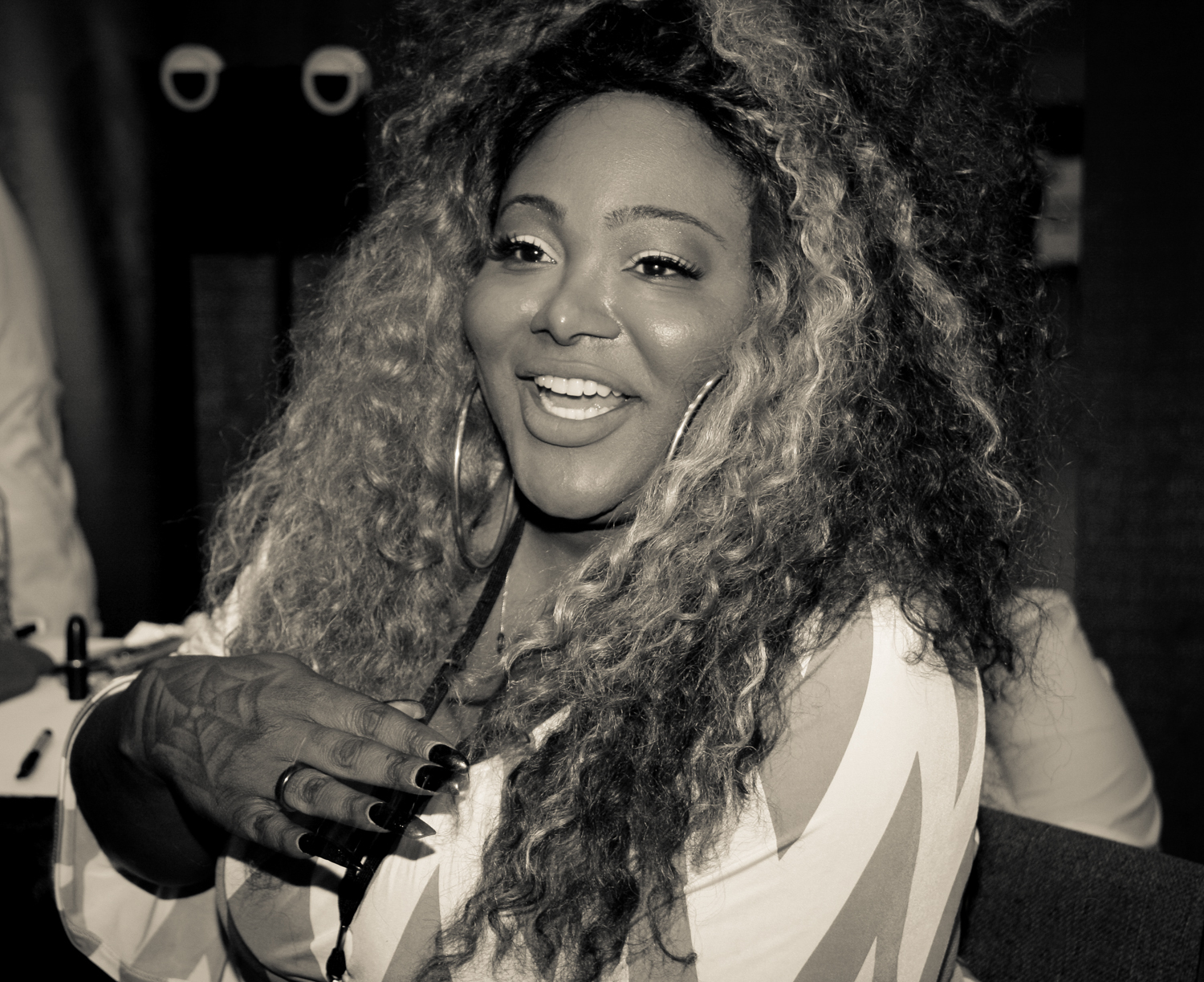
Ts Madison, juge tournante depuis la quinzième saison.
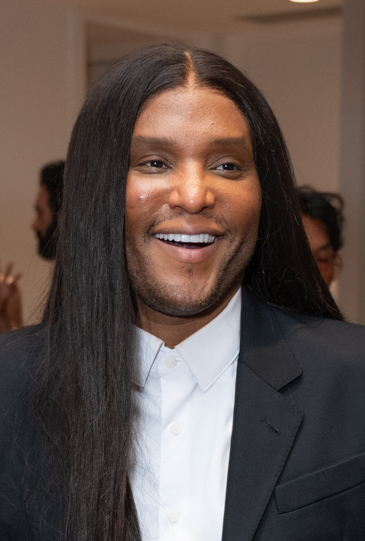
Law Roach, juge tournant depuis la dix-septième saison.

| Juge            | Saison     | Saison     | Saison     | Saison     | Saison     | Saison     | Saison     | Saison     | Saison     | Saison     | Saison     | Saison     | Saison     | Saison     | Saison     | Saison     | Saison     |
| Juge            | 1          | 2          | 3          | 4          | 5          | 6          | 7          | 8          | 9          | 10         | 11         | 12         | 13         | 14         | 15         | 16         | 17         |
| --------------- | ---------- | ---------- | ---------- | ---------- | ---------- | ---------- | ---------- | ---------- | ---------- | ---------- | ---------- | ---------- | ---------- | ---------- | ---------- | ---------- | ---------- |
| RuPaul          | Principal  | Principal  | Principal  | Principal  | Principal  | Principal  | Principal  | Principal  | Principal  | Principal  | Principal  | Principal  | Principal  | Principal  | Principal  | Principal  | Principal  |
| Santino Rice    | Principal  | Principal  | Principal  | Principal  | Principal  | Principal  | Invité     |            |            |            |            |            |            |            |            |            |            |
| Merle Ginsberg  | Principale | Principale |            |            |            |            | Invitée    |            |            |            |            |            |            |            |            |            |            |
| Billy B         |            |            | Principal  | Principal  |            |            |            |            |            |            |            |            |            |            |            |            |            |
| Michelle Visage |            |            | Principale | Principale | Principale | Principale | Principale | Principale | Principale | Principale | Principale | Principale | Principale | Principale | Principale | Principale | Principale |
| Ross Mathews    |            |            |            | Invité     |            |            | Principal  | Principal  | Principal  | Principal  | Principal  | Principal  | Principal  | Principal  | Principal  | Principal  | Principal  |
| Carson Kressley |            |            |            |            |            |            | Principal  | Principal  | Principal  | Principal  | Principal  | Principal  | Principal  | Principal  | Principal  | Principal  | Principal  |
| Ts Madison      |            |            |            |            |            |            |            |            |            |            |            |            | Invitée    | Invitée    | Principale | Principale | Principale |
| Law Roach       |            |            |            |            |            |            |            |            |            |            |            |            |            |            |            | Invité     | Principal  |

## Émissions dérivées

### RuPaul's Drag Race: Untucked
La diffusion de la première saison est accompagnée d'une web-série de sept épisodes intitulée Under the Hood of RuPaul's Drag Race dont un épisode était mis en ligne sur Logo Online après chaque épisode de l'émission principale. Durant cette web-série, RuPaul présente les conversations des candidates dans la « green room », rediffuse des moments pertinents de Drag Race ainsi que des séquences coupées au montage,.
À partir de la deuxième saison, le format de Under the Hood est revu : le budget est augmenté, la série passe à la télévision et est renommée RuPaul's Drag Race: Untucked. Un épisode de Untucked est diffusé après chaque épisode de RuPaul's Drag Race. La green room est remplacée par deux salles décorées et sponsorisées jusqu'à la saison 6 par Absolut Vodka et Interior Illusions Inc. puis FormDecor pour la saison 6.
À partir de la septième saison, Untucked devient une web-série diffusée sur la page YouTube de World of Wonder. Les deux salles sont remplacées par une salle unique dans les coulisses du studio principal. Ce nouveau format suit les participantes après leur élimination de l'émission.
À partir de la neuvième saison, un épisode de Untucked est de nouveau diffusé à la télévision après les épisodes hebdomadaires de RuPaul's Drag Race.

### RuPaul's Drag Race All Stars
RuPaul's Drag Race All Stars est une émission dérivée de RuPaul's Drag Race dans laquelle RuPaul invite d'anciennes candidates de RuPaul's Drag Race afin de concourir dans le but de gagner leur place dans le Drag Race Hall of Fame.

### Whatcha Packin’
Whatcha Packin’ est une web-série hebdomadaire diffusée sur YouTube depuis la sixième saison de RuPaul's Drag Race, dans laquelle Michelle Visage partage une entrevue avec les candidates éliminées qui parlent de leur parcours dans l'émission.

### The Pit Stop
The Pit Stop est une web-série hebdomadaire diffusée sur YouTube depuis la huitième saison de RuPaul's Drag Race, dans laquelle une présentatrice principale et une invitée par épisode, d'anciennes candidates de l'émission, présentent une revue hebdomadaire pendant la diffusion des saisons de RuPaul's Drag Race et de certaines versions annexes.
| Hôte               | Saison    | Saison     | Saison     | Saison     | Saison     | Saison     | Saison     | Saison     | Saison     | Saison     |
| Hôte               | 8         | 9          | 10         | 11         | 12         | 13         | 14         | 15         | 16         | 17         |
| ------------------ | --------- | ---------- | ---------- | ---------- | ---------- | ---------- | ---------- | ---------- | ---------- | ---------- |
| Kingsley           | Principal |            |            |            |            |            |            |            |            |            |
| Raja               |           | Principale | Principale |            |            |            |            |            |            |            |
| Manila Luzon       |           |            |            | Principale |            |            |            |            |            |            |
| Bob the Drag Queen |           | Invitée    | Invitée    |            | Principale |            |            |            |            |            |
| Trixie Mattel      |           |            |            |            |            | Principale |            |            | Principale |            |
| Monét X Change     |           |            |            |            |            |            | Principale |            |            | Principale |
| Bianca Del Rio     |           |            |            |            |            |            |            | Principale |            |            |

### Fashion Photo RuView
Fashion Photo RuView est une web-série hebdomadaire diffusée sur YouTube dans laquelle deux anciennes candidates de l'émission présentent une revue hebdomadaire des tenues portées par les candidates pendant la diffusion des saisons de RuPaul's Drag Race et de certaines versions annexes.
| Hôte    | Saison     | Saison     | Saison     | Saison     | Saison     | Saison     | Saison     | Saison     | Saison     | Saison     | Saison     | Saison     | Saison     |
| Hôte    | 4          | 5          | 6          | 7          | 8          | 9          | 10         | 11         | 12         | 13         | 14         | 15         | 16         |
| ------- | ---------- | ---------- | ---------- | ---------- | ---------- | ---------- | ---------- | ---------- | ---------- | ---------- | ---------- | ---------- | ---------- |
| Raja    | Principale | Principale | Principale | Principale | Principale | Principale | Principale | Principale | Principale | Principale | Principale | Principale | Principale |
| Raven   | Principale | Principale | Principale | Principale | Principale | Principale | Principale |            | Principale | Principale |            | Principale | Principale |
| Aquaria |            |            |            |            |            |            |            | Principale |            |            |            |            |            |
| Gottmik |            |            |            |            |            |            |            |            |            |            | Principale |            |            |

## Résumé des saisons
| Saison | Date de diffusion  | Date de diffusion  | Chaîne  | Gagnante           | Seconde(s)                   | Miss Congeniality(s)         | Récompenses |
| Saison | Première diffusion | Dernière diffusion | Chaîne  | Gagnante           | Seconde(s)                   | Miss Congeniality(s)         | Récompenses |
| ------ | ------------------ | ------------------ | ------- | ------------------ | ---------------------------- | ---------------------------- | --- |
| 1      | 2 février 2009     | 23 mars 2009       | Logo TV | BeBe Zahara Benet  | Nina Flowers                 | Nina Flowers                 | - 20 000 dollars offerts par Absolut Vodka et MAC Cosmetics - Être la vedette du Drag Race Tour de Logo TV - Une apparition dans une campagne publicitaire L.A. Eyeworks - Une apparition dans le magazine Paper |
| 2      | 1er février 2010   | 26 avril 2010      | Logo TV | Raven              | Tyra Sanchez                 | Pandora Boxx                 | - 25 000 dollars - Un approvisionnement de maquillage à vie chez NYX Cosmetics - Être l'égérie de NYX Cosmetics - Être la vedette du Drag Race Tour de Logo TV - Une apparition dans une campagne publicitaire L.A. Eyeworks - Un contrat exclusif de relations publiques avec Project Publicity d'une durée d'un an |
| 3      | 24 janvier 2011    | 2 mai 2011         | Logo TV | Raja               | Manila Luzon                 | Yara Sofia                   | - 75 000 dollars - Un approvisionnement de maquillage à vie chez Kryolan - Être la vedette du Drag Race Tour de Logo TV |
| 4      | 30 janvier 2012    | 30 avril 2012      | Logo TV | Sharon Needles     | Chad Michaels Phi Phi O'Hara | Latrice Royale               | - 100 000 dollars - Un approvisionnement de maquillage à vie chez NYX Cosmetics - Être la vedette du Drag Race Tour de Logo TV - Un voyage offert par ALandCHUCK.travel |
| 5      | 28 janvier 2013    | 6 mai 2013         | Logo TV | Jinkx Monsoon      | Alaska Roxxxy Andrews        | Ivy Winters                  | - 100 000 dollars - Des produits cosmétiques ColorEvolution - Être la vedette du Drag Race Tour de Logo TV - Un voyage offert par ALandCHUCK.travel |
| 6      | 24 février 2014    | 19 mai 2014        | Logo TV | Bianca Del Rio     | Adore Delano Courtney Act    | BenDeLaCreme                 | - 100 000 dollars - Des produits cosmétiques ColorEvolution |
| 7      | 2 mars 2015        | 1er juin 2015      | Logo TV | Violet Chachki     | Ginger Minj Pearl            | Katya                        | - 100 000 dollars - Un an d'approvisionnement de maquillage chez Anastasia Beverly Hills |
| 8      | 7 mars 2016        | 16 mai 2016        | Logo TV | Bob The Drag Queen | Kim Chi Naomi Smalls         | Cynthia Lee Fontaine         | - 100 000 dollars - Un an d'approvisionnement de maquillage chez Anastasia Beverly Hills |
| 9      | 24 mars 2017       | 23 juin 2017       | VH1     | Sasha Velour       | Peppermint                   | Valentina                    | - 100 000 dollars - Un an d'approvisionnement de maquillage chez Anastasia Beverly Hills |
| 10     | 22 mars 2018       | 28 juin 2018       | VH1     | Aquaria            | Eureka Kameron Michaels      | Monét X Change               | - 100 000 dollars - Un an d'approvisionnement de maquillage chez Anastasia Beverly Hills |
| 11     | 28 février 2019    | 30 mai 2019        | VH1     | Yvie Oddly         | Brooke Lynn Hytes            | Nina West                    | - 100 000 dollars - Un an d'approvisionnement de maquillage chez Anastasia Beverly Hills |
| 12     | 28 février 2020    | 29 mai 2020        | VH1     | Jaida Essence Hall | Crystal Methyd Gigi Goode    | Heidi N Closet               | - 100 000 dollars - Un an d'approvisionnement de maquillage chez Anastasia Beverly Hills |
| 13     | 1er janvier 2021   | 23 avril 2021      | VH1     | Symone             | Kandy Muse                   | LaLa Ri                      | - 100 000 dollars - Un an d'approvisionnement de maquillage chez Anastasia Beverly Hills |
| 14     | 7 janvier 2022     | 22 avril 2022      | VH1     | Willow Pill        | Lady Camden                  | Kornbread Jeté               | - 150 000 dollars - Un an d'approvisionnement de maquillage chez Anastasia Beverly Hills |
| 15     | 6 janvier 2023     | 14 avril 2023      | MTV     | Sasha Colby        | Anetra                       | Malaysia Babydoll Foxx       | - 200 000 dollars - Un an d'approvisionnement de maquillage chez Anastasia Beverly Hills |
| 16     | 5 janvier 2024     | 19 avril 2024      | MTV     | Nymphia Wind       | Sapphira Cristàl             | Sapphira Cristàl Xunami Muse | - 200 000 dollars - Un an d'approvisionnement de maquillage chez Anastasia Beverly Hills |
| 17     | 3 janvier 2025     | 18 avril 2025      | MTV     | Onya Nurve         | Jewels Sparkles              | Crystal Envy                 | - 200 000 dollars - Un an d'approvisionnement de maquillage chez Anastasia Beverly Hills |

### Diffusion sur Logo TV: saisons 1 à 8(2009–2016)

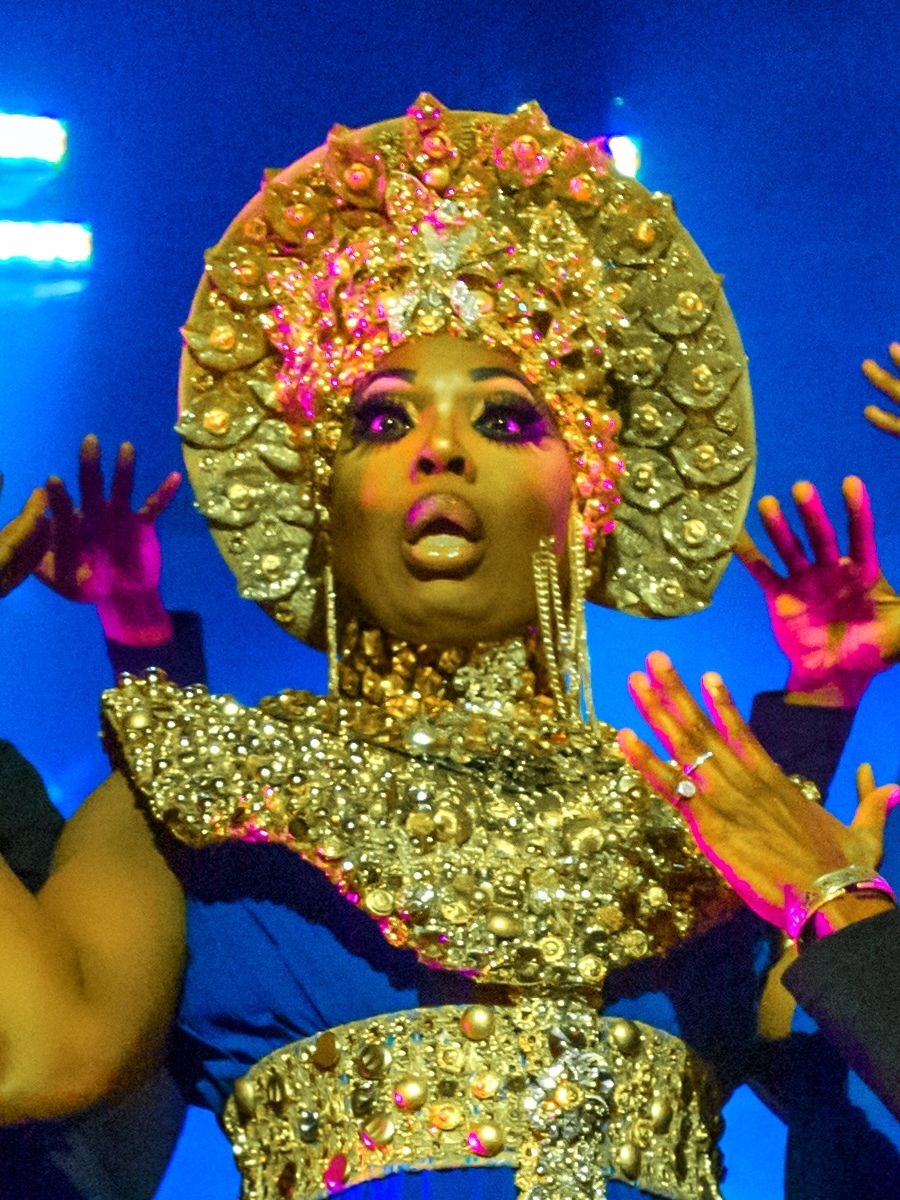
BeBe Zahara Benet, gagnante de la première saison.
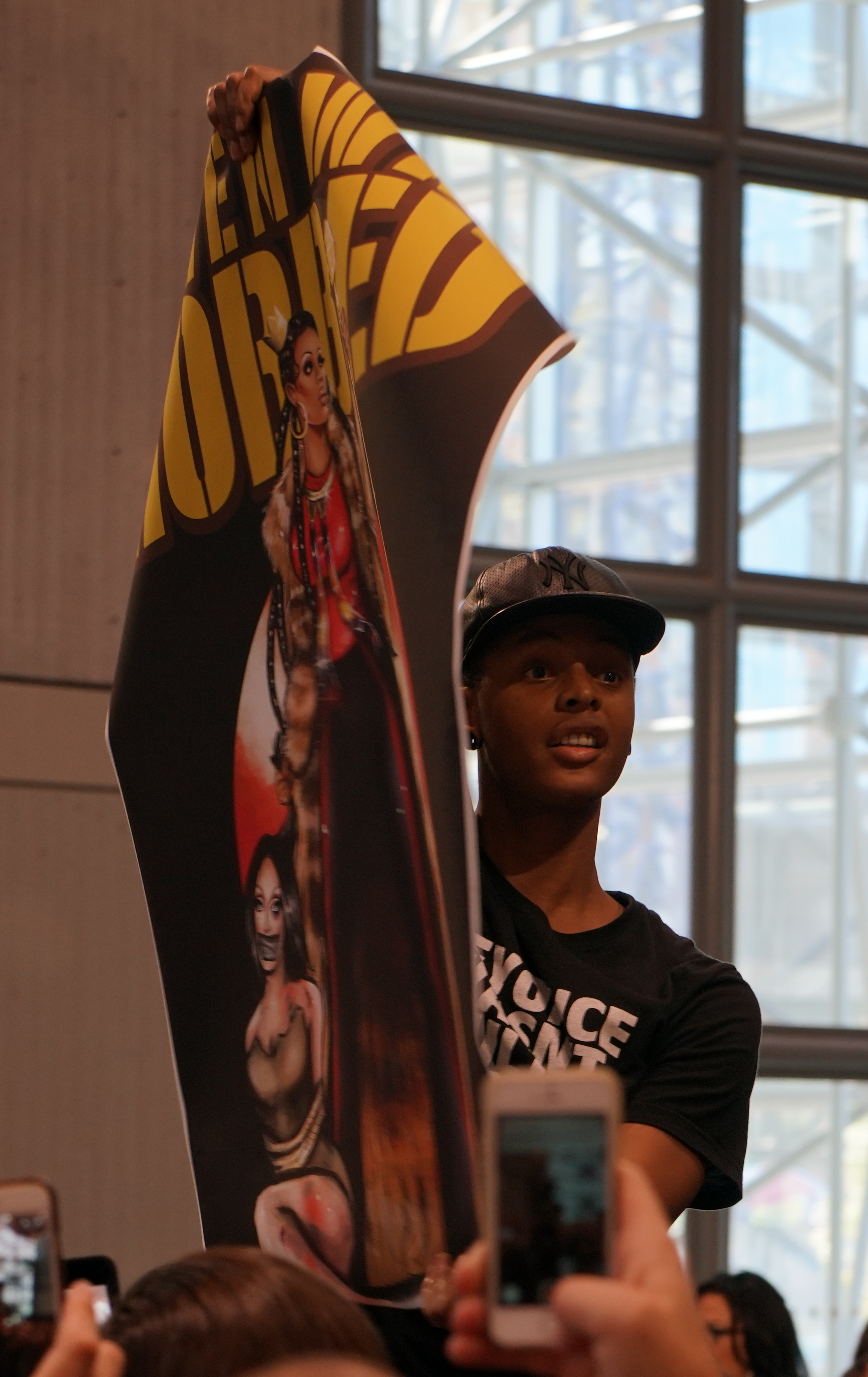
Tyra Sanchez, gagnante de la deuxième saison.
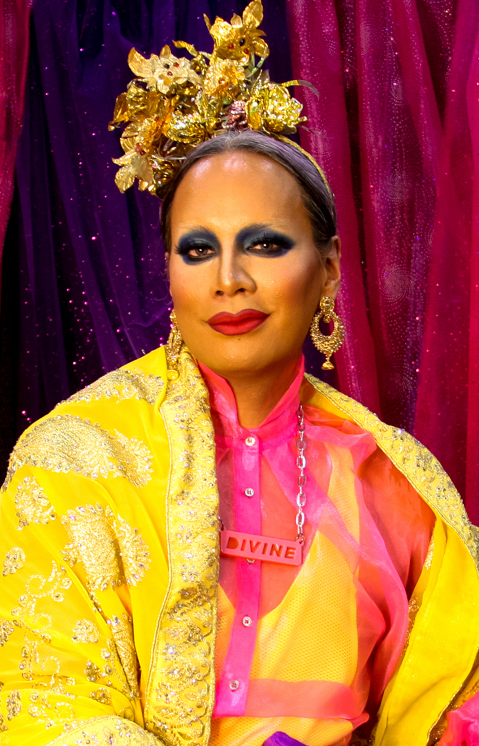
Raja Gemini, gagnante de la troisième saison.
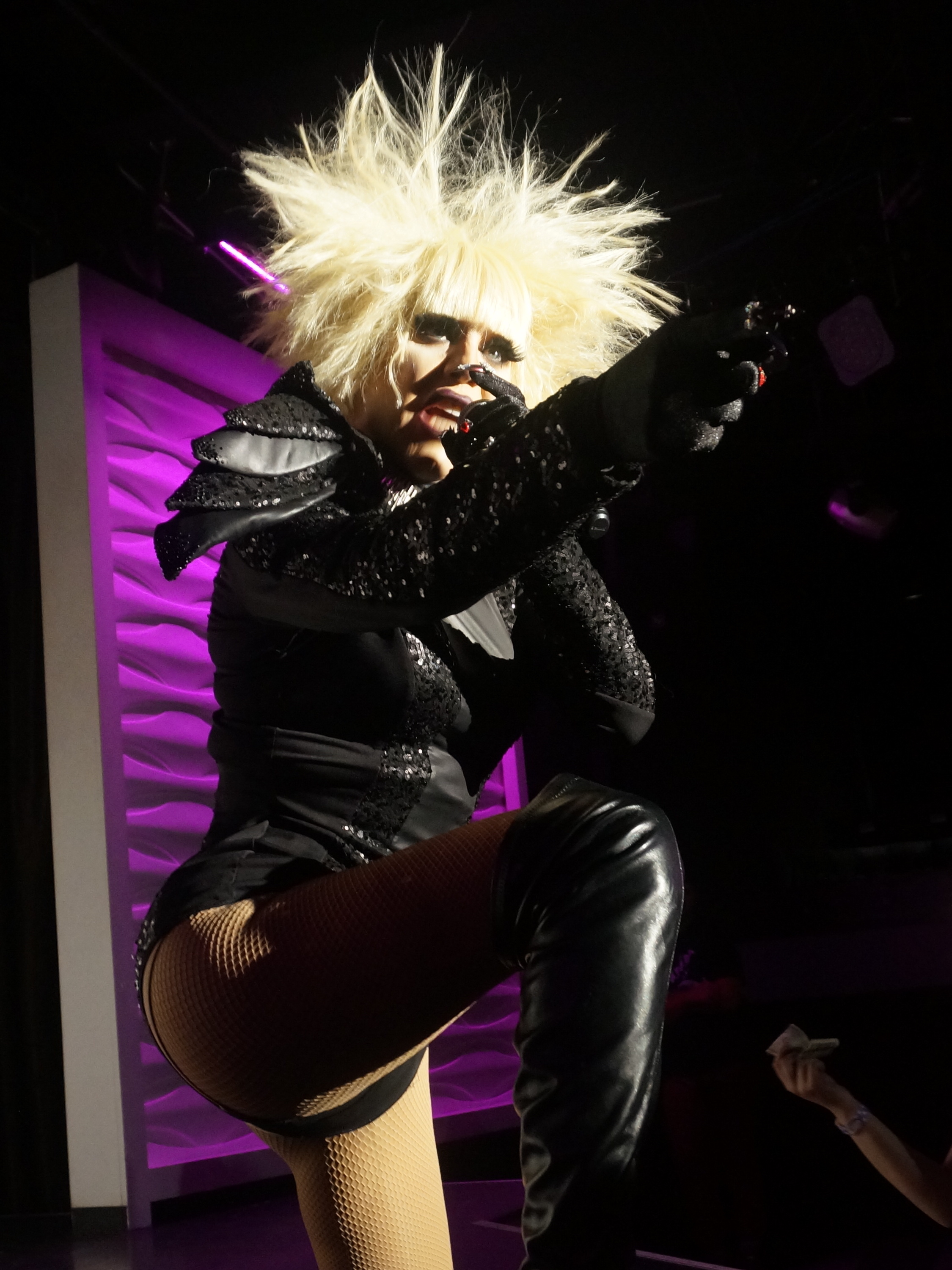
Sharon Needles, gagnante de la quatrième saison.
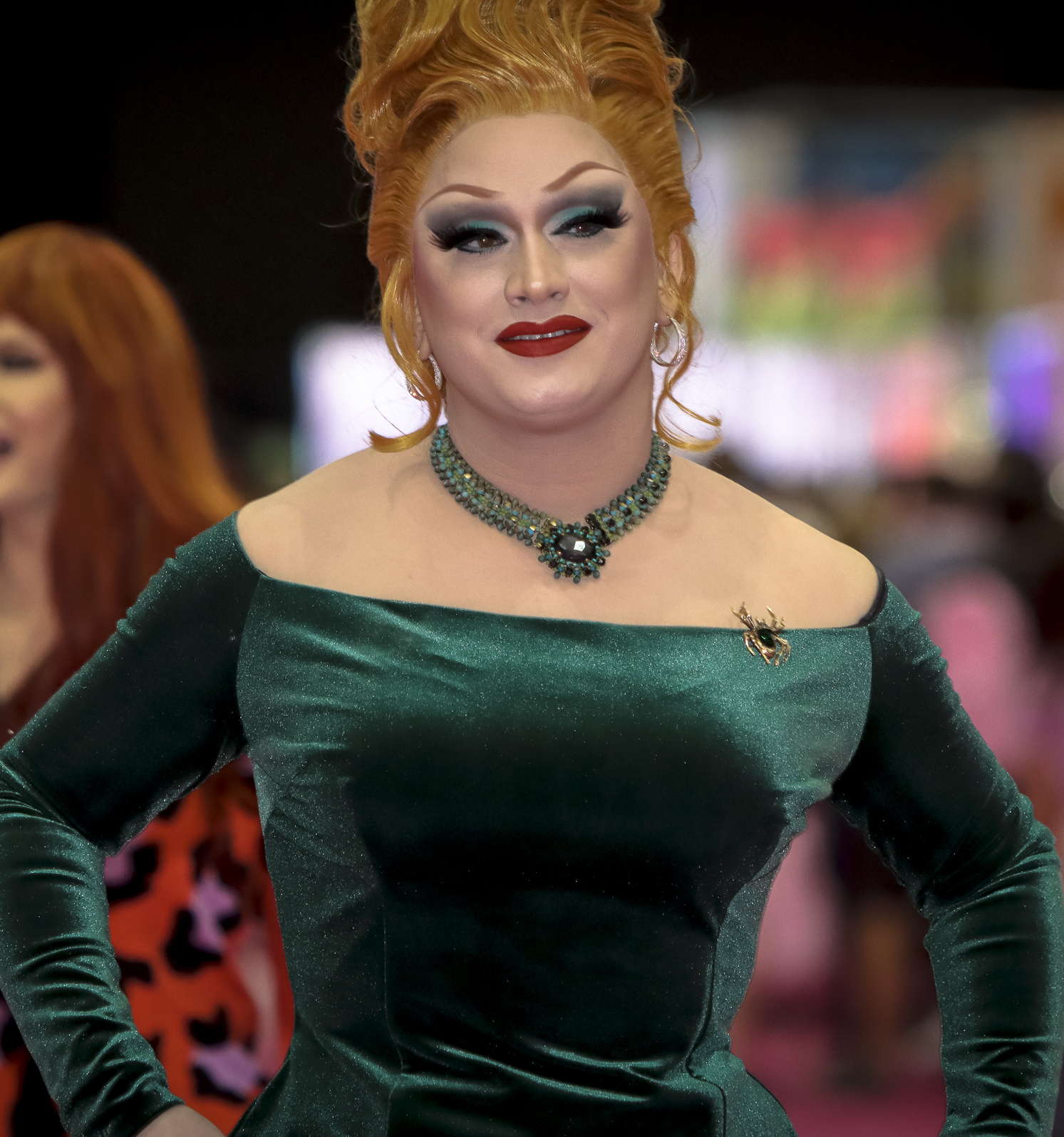
Jinkx Monsoon, gagnante de la cinquième saison.
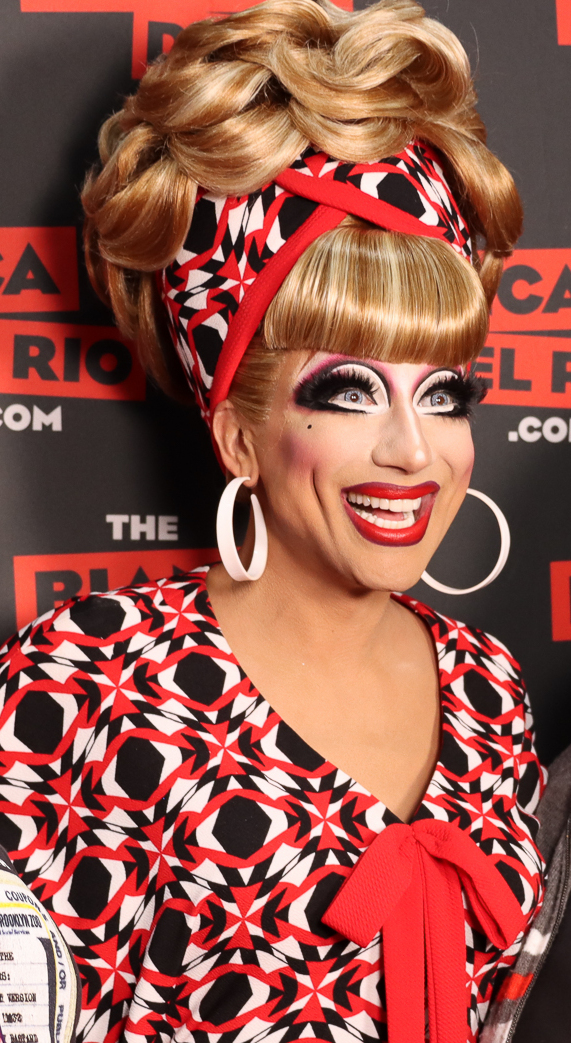
Bianca Del Rio, gagnante de la sixième saison.
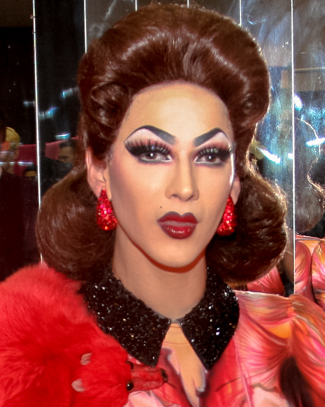
Violet Chachki, gagnante de la septième saison.
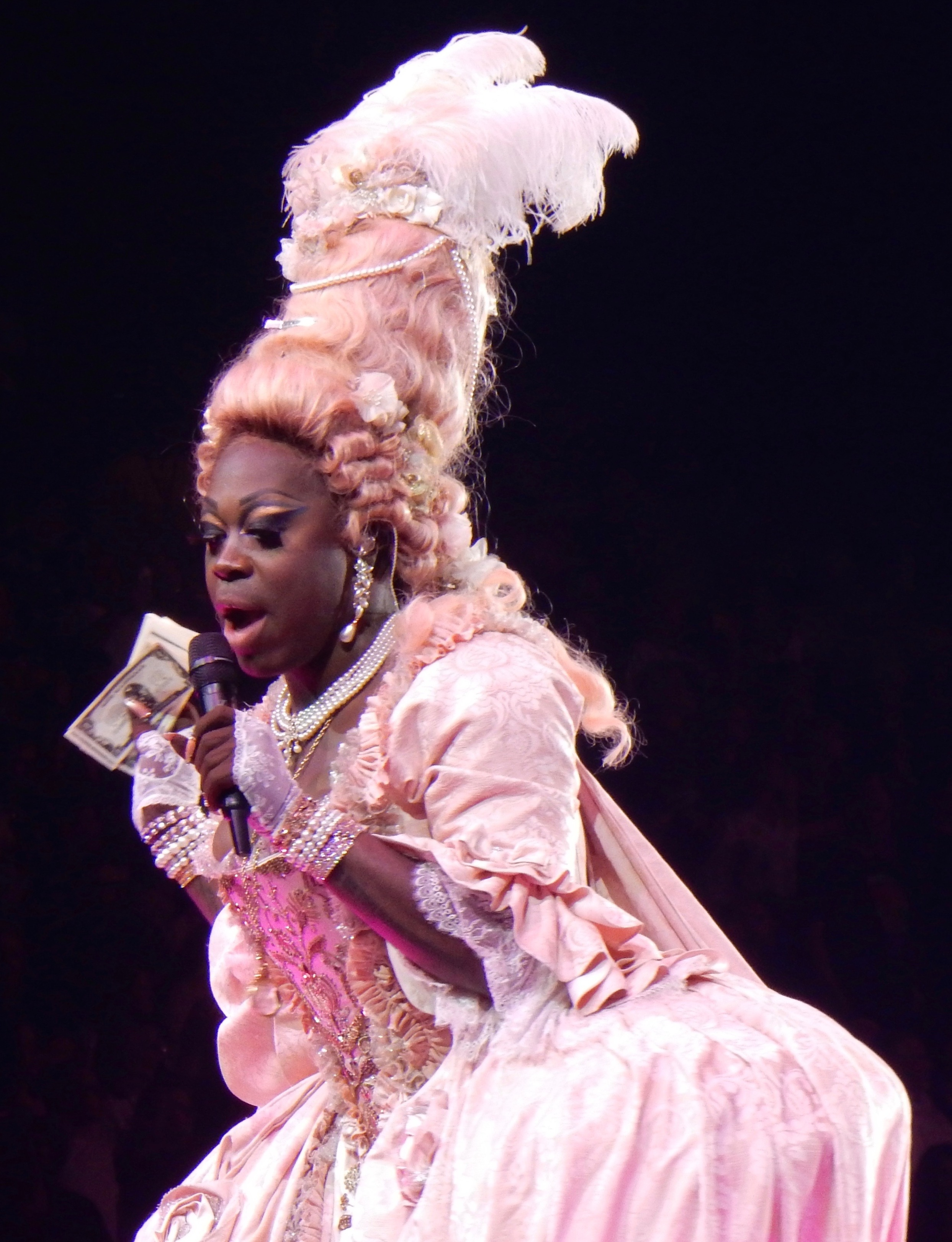
Bob the Drag Queen, gagnante de la huitième saison.

La première saison de RuPaul's Drag Race est diffusée pour la première fois du 2 février 2009 au 23 mars 2009 sur Logo TV. Le casting est composé de neuf candidates et la récompense est de 20 000 dollars. La gagnante de la saison est Bebe Zahara Benet, avec Nina Flowers comme seconde et comme Miss Congeniality de la saison. En 2013, la saison est rediffusée sur Logo sous le titre RuPaul's Drag Race: The Lost Season Ru-Vealed avec des commentaires additionnels de RuPaul.
La deuxième saison de RuPaul's Drag Race est diffusée pour la première fois du 1er février 2010 au 26 avril 2010. Le casting est composé de douze candidates et la récompense est fixée à 25 000 dollars. La saison voit naître la première itération de RuPaul's Drag Race: Untucked. La gagnante de la saison est Tyra Sanchez, avec Raven comme seconde. La Miss Congeniality de la saison est Pandora Boxx.
La troisième saison de RuPaul's Drag Race est diffusée pour la première fois du 24 janvier 2011 au 2 mai 2011. Le casting est composé de treize candidates et la récompense est fixée à 75 000 dollars. La saison voit le premier changement dans le panel de jurés : Merle Ginsberg est remplacée par Michelle Visage et Billy B, Mike Ruiz et Jeffrey Moran remplacent Santino Rice lors de plusieurs épisodes. Lors de la saison, de nombreuses nouveautés sont apportées à la compétition, comme le retour d'une candidate d'une ancienne saison, Shangela, un épisode sans élimination et une candidate précédemment éliminée ramenée dans la compétition, Carmen Carrera. La gagnante de la saison est Raja Gemini, avec Manila Luzon comme seconde. La Miss Congeniality de la saison est Yara Sofia.
La quatrième saison de RuPaul's Drag Race est diffusée pour la première fois du 30 janvier 2012 au 30 avril 2012. Le casting est composé de treize candidates et la récompense est fixée à 100 000 dollars. La saison voit la première disqualification d'une candidate, Willam, ainsi que la première finale tournée en public. La gagnante de la saison est Sharon Needles, avec Chad Michaels et Phi Phi O'Hara comme secondes. La Miss Congeniality de la saison est Latrice Royale.
La cinquième saison de RuPaul's Drag Race est diffusée pour la première fois du 28 janvier 2013 au 6 mai 2013. Le casting est composé de quatorze candidates. La gagnante de la saison est Jinkx Monsoon, avec Alaska et Roxxxy Andrews comme secondes. La Miss Congeniality de la saison est Ivy Winters.
La sixième saison de RuPaul's Drag Race est diffusée pour la première fois du 24 février 2014 au 19 mai 2014. Le casting est composé de quatorze candidates. Pour la première fois, le premier épisode de la saison est diffusé en deux parties, où les candidates sont séparées en deux groupes avant d'être réunies lors du troisième épisode. La gagnante de la saison est Bianca Del Rio, avec Adore Delano et Courtney Act comme secondes. La Miss Congeniality de la saison est BenDeLaCreme.
La septième saison de RuPaul's Drag Race est diffusée pour la première fois du 2 mars 2015 au 1er juin 2015. Le casting est composé de quatorze candidates. RuPaul et Michelle Visage reprennent leur rôle de jurés tandis que Santino Rice est remplacé par les juges tournants Carson Kressley et Ross Mathews. La saison démarre avec une audience de 348 000 spectateurs lors de la diffusion du premier épisode, 20% de plus que la saison précédente. La gagnante de la saison est Violet Chachki, avec Ginger Minj et Pearl comme secondes. La Miss Congeniality de la saison est Katya.
La huitième saison de RuPaul's Drag Race est diffusée pour la première fois du 7 mars 2016 au 16 mai 2016. Le casting est composé de douze candidates. Le premier épisode de la saison célèbre le centième épisode et voit l'entrée de la centième candidate de l'émission. La gagnante de la saison est Bob the Drag Queen, avec Kim Chi et Naomi Smalls comme secondes. La Miss Congeniality de la saison est Cynthia Lee Fontaine.

### Diffusion sur VH1: saisons 9 à 14(2017–2022)

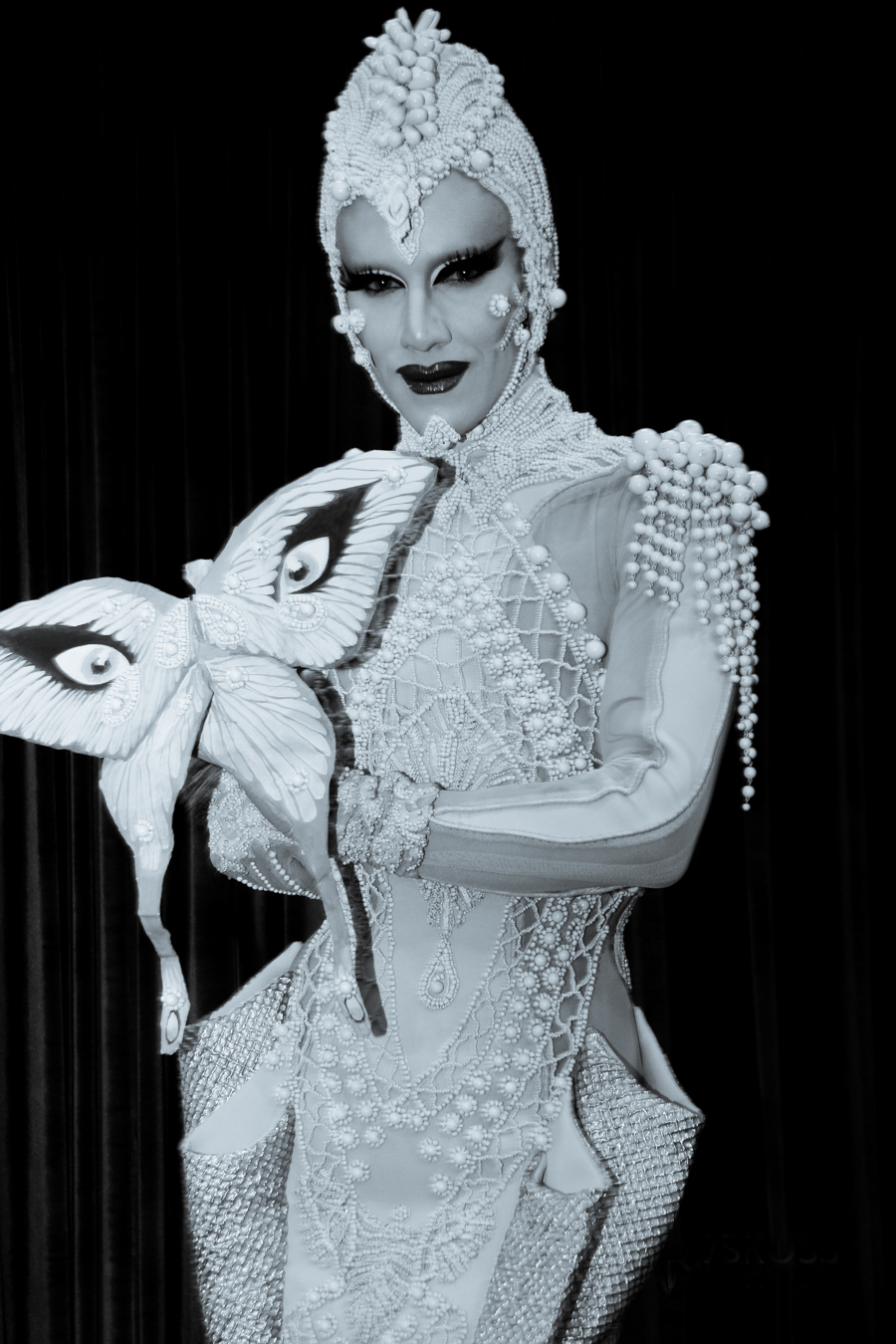
Sasha Velour, gagnante de la neuvième saison.
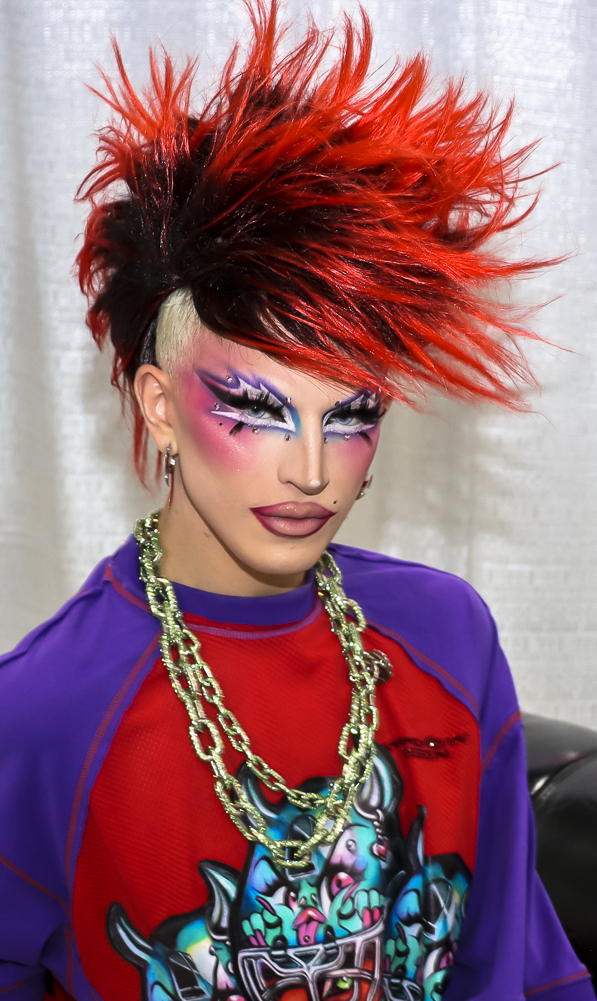
Aquaria, gagnante de la dixième saison.
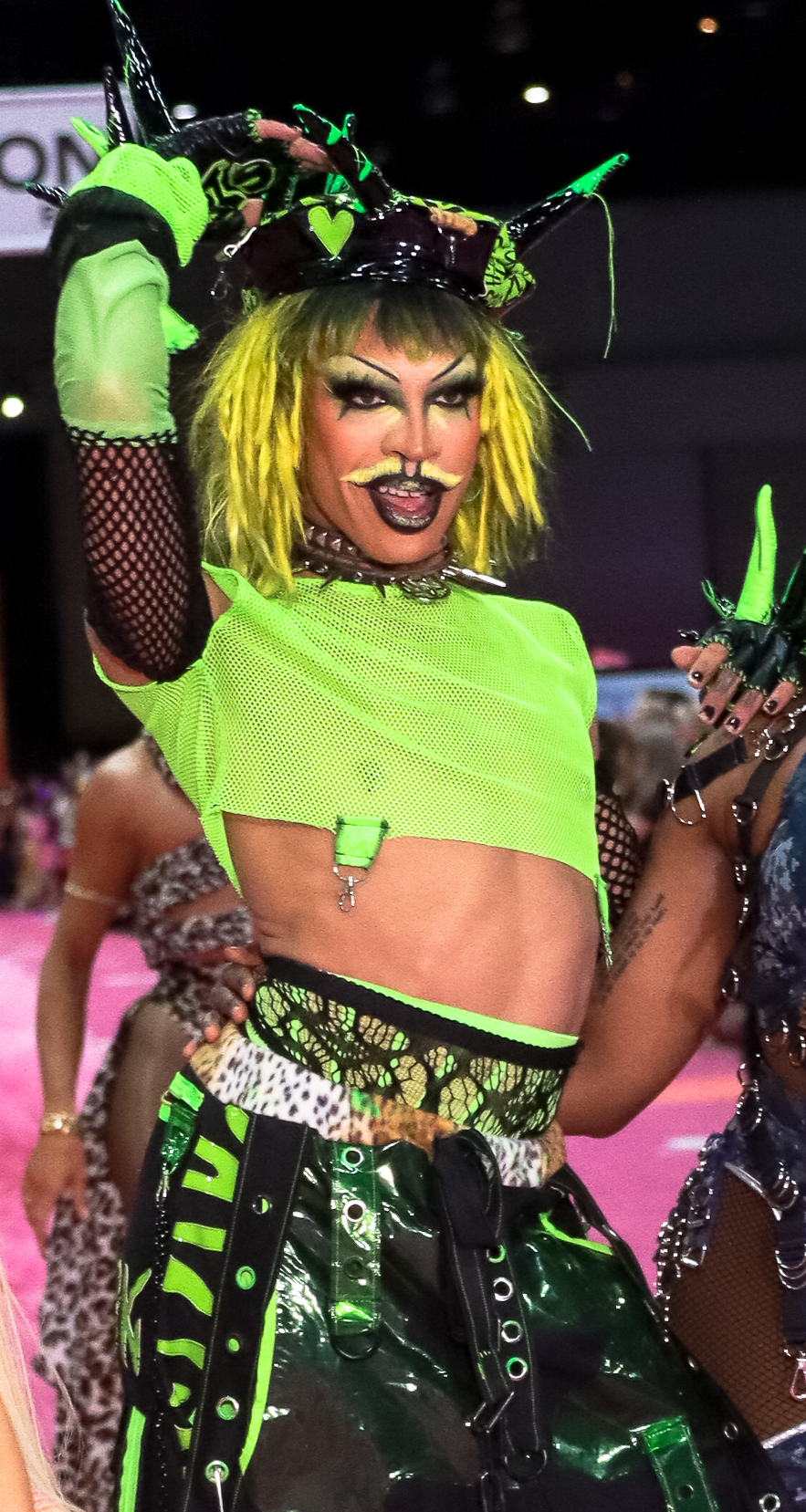
Yvie Oddly, gagnante de la onzième saison.
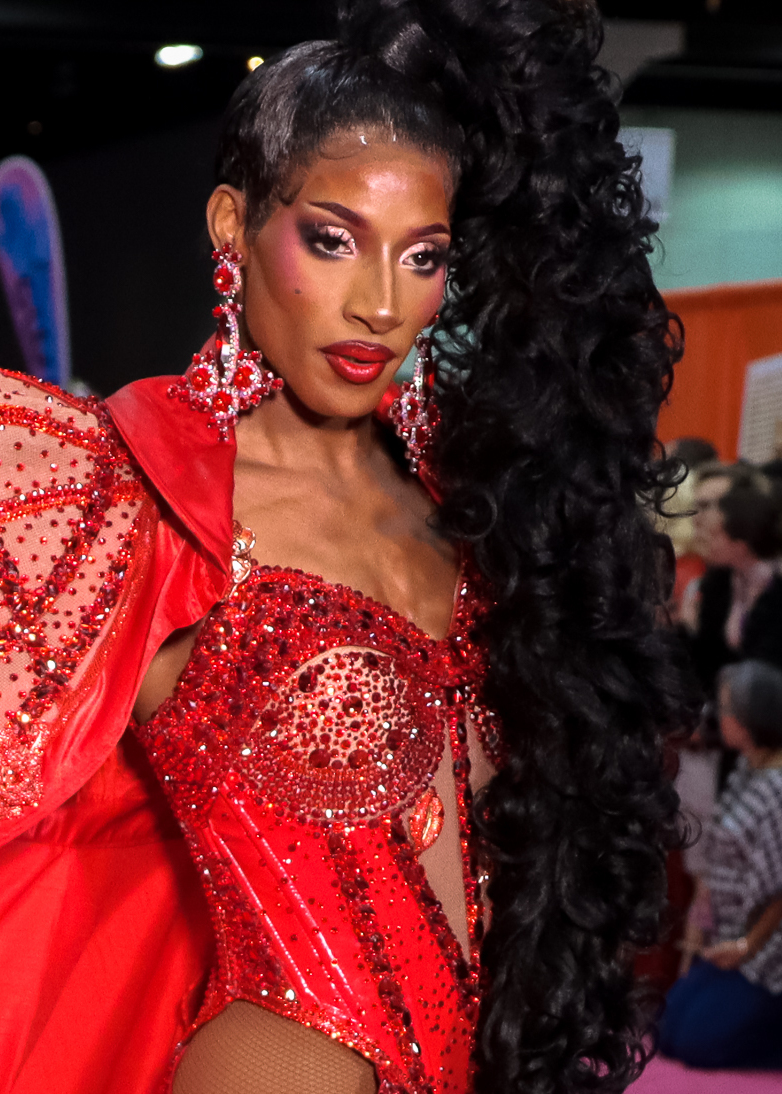
Jaida Essence Hall, gagnante de la douzième saison.
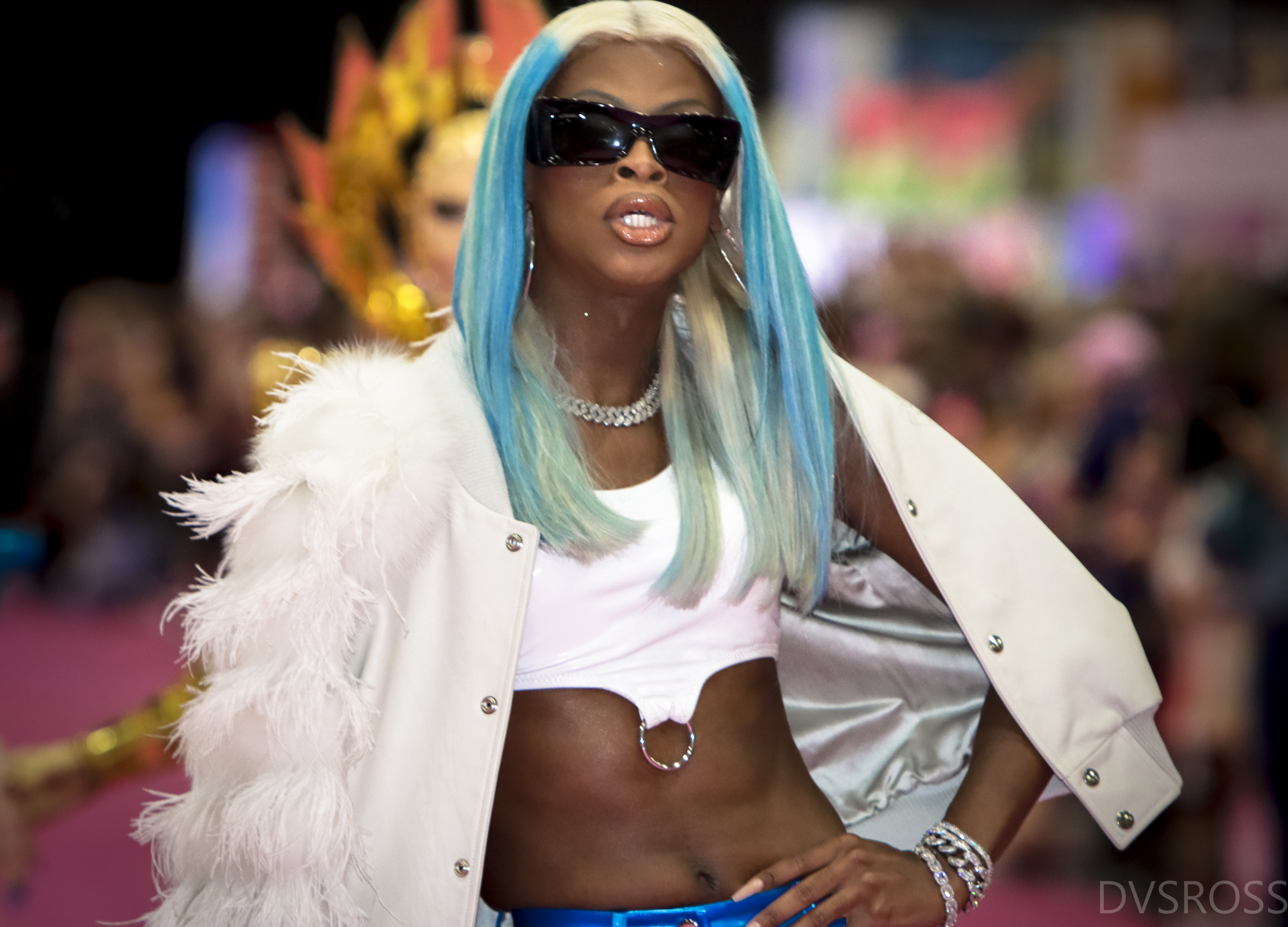
Symone, gagnante de la treizième saison.
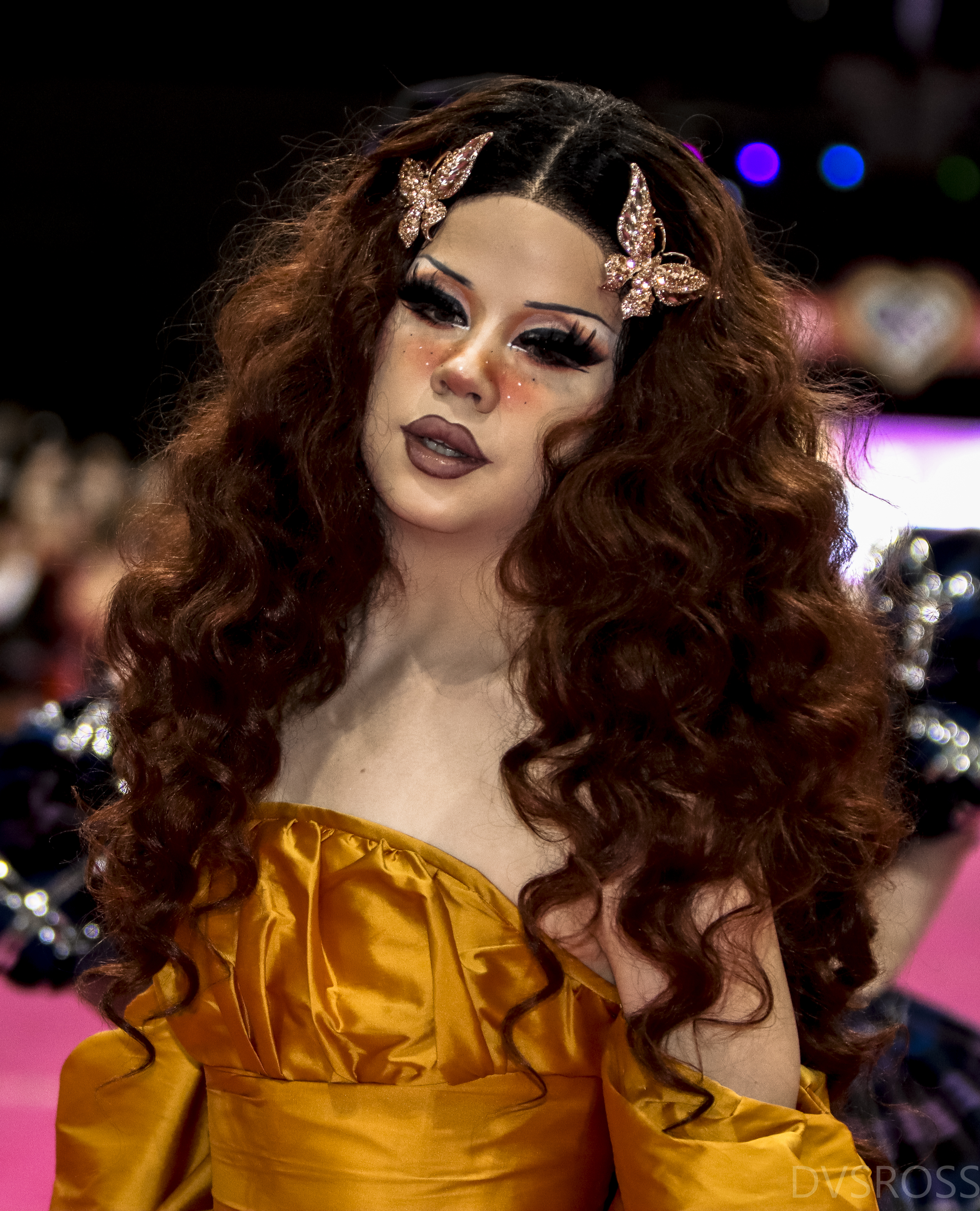
Willow Pill, gagnante de la quatorzième saison.

La neuvième saison de RuPaul's Drag Race est diffusée pour la première fois du 24 mars 2017 au 23 juin 2017 sur VH1. Il s'agit de la première saison de l'émission diffusée sur cette chaîne, tandis que son contenu additionnel est toujours diffusé sur Logo TV. Le casting est composé de quatorze candidates, dont Cynthia Lee Fontaine, candidate de la saison précédente. La saison voit le premier retrait forcé d'une candidate pour des raisons médicales, Eureka, ainsi que le premier changement de format d'épisode final : les candidates finalistes, maintenant au nombre de quatre, doivent participer à un tournoi de lip-syncs afin de gagner la saison. La gagnante de la saison est Sasha Velour, avec Peppermint comme seconde. La Miss Congeniality de la saison est Valentina.
La dixième saison de RuPaul's Drag Race est diffusée pour la première fois du 22 mars 2018 au 28 juin 2018. Le casting est composé de quatorze candidates, dont Eureka, candidate de la saison précédente. La gagnante de la saison est Aquaria, avec Eureka et Kameron Michaels comme secondes. La Miss Congeniality de la saison est Monét X Change. Cette saison marque le changement de vote pour ce titre : précédemment choisie par le public, la Miss Congeniality est désormais choisie parmi les candidates de la saison à la suite d'un hacking des votes sur Internet.
La onzième saison de RuPaul's Drag Race est diffusée pour la première fois du 28 février 2019 au 30 mai 2019. Le casting est composé de quinze candidates, dont Vanessa Vanjie Mateo, candidate de la saison précédente. La gagnante de la saison est Yvie Oddly, avec Brooke Lynn Hytes comme seconde. La Miss Congeniality de la saison est Nina West.
La douzième saison de RuPaul's Drag Race est diffusée pour la première fois du 28 février 2020 au 29 mai 2020. Le casting est composé de quatorze candidates. L'une d'entre elles, Sherry Pie, est disqualifiée en post-production après des aveux d'abus sexuels. Il s'agit de la première saison de l'émission marquée par la pandémie de Covid-19 ; l'épisode de réunion et la finale sont ainsi filmés en visioconférence. La gagnante de la saison est Jaida Essence Hall, avec Crystal Methyd et Gigi Goode comme secondes. La Miss Congeniality de la saison est Heidi N Closet.
La treizième saison de RuPaul's Drag Race est diffusée pour la première fois du 1er janvier 2021 au 23 avril 2021. Le casting est composé de quatorze candidates. La gagnante de la saison est Symone, avec Kandy Muse comme seconde. La Miss Congeniality de la saison est LaLa Ri.
La quatorzième saison de RuPaul's Drag Race est diffusée pour la première fois du 7 janvier 2022 au 22 avril 2022. Le casting est composé de quatorze candidates et la récompense est fixée à 150 000 dollars pour la gagnante de la saison et 50 000 dollars pour la seconde. Il comporte notamment Maddy Morphosis, le premier homme cisgenre hétérosexuel à participer à l'émission, ainsi que cinq candidates transgenres, un record pour une saison de l'émission. La gagnante de la saison est Willow Pill, avec Lady Camden comme seconde. La Miss Congeniality de la saison est Kornbread Jeté.

### Diffusion sur MTV: saisons 15 à 17(depuis 2023)

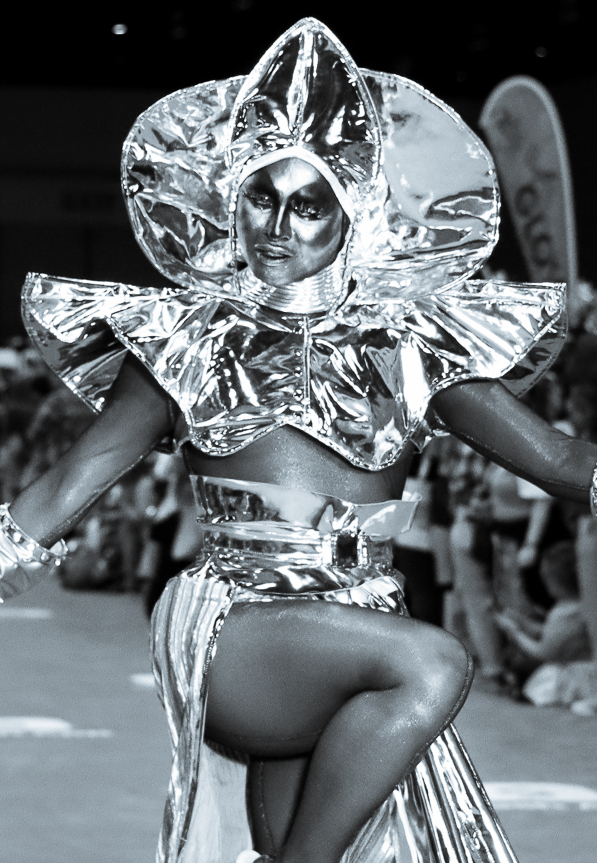
Sasha Colby, gagnante de la quinzième saison.
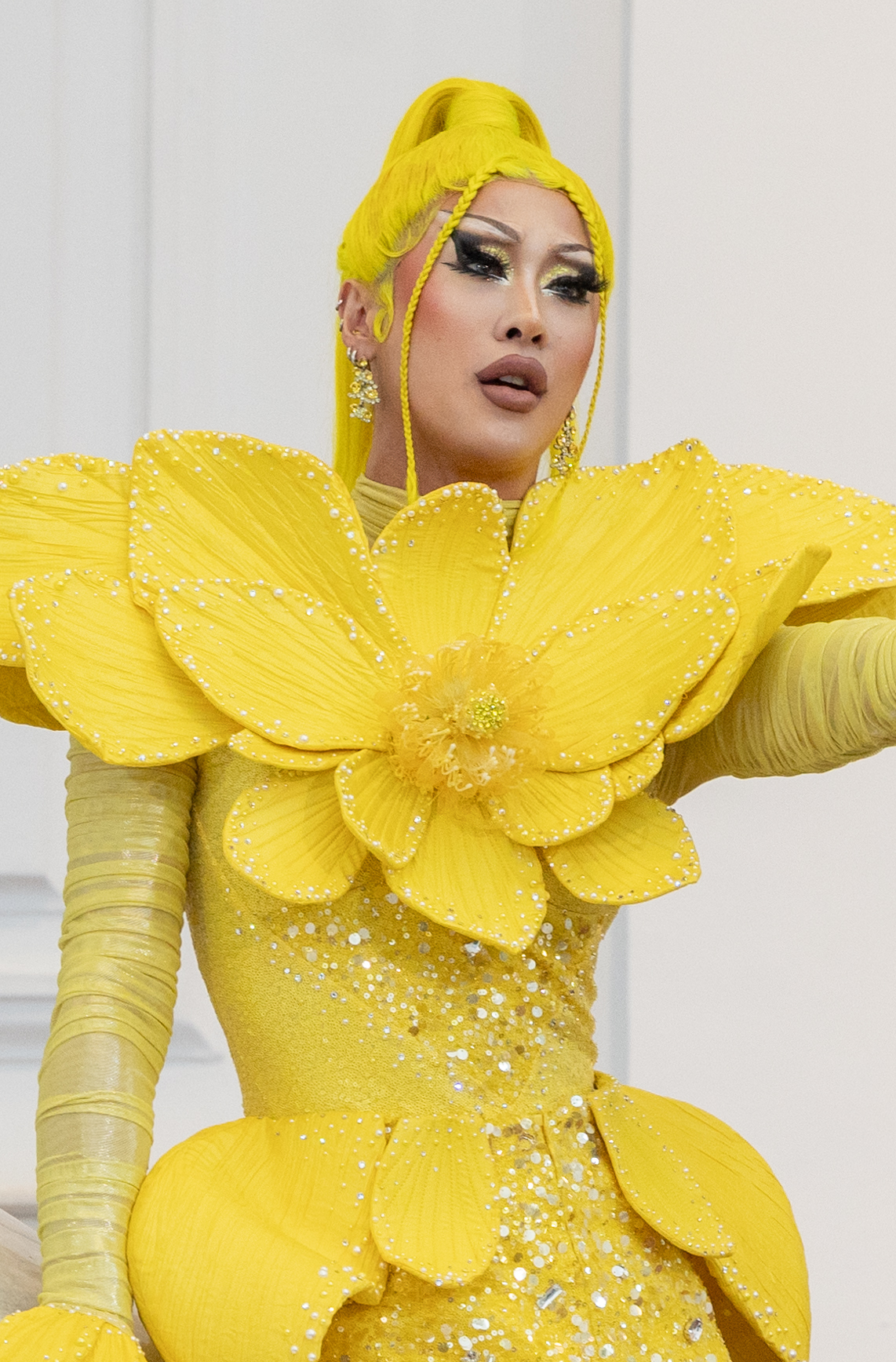
Nymphia Wind, gagnante de la seizième saison

La quinzième saison de RuPaul's Drag Race est diffusée pour la première fois du 6 janvier 2023 au 14 avril 2023 sur MTV. Le casting est composé de seize candidates, le plus grand casting de l'émission, et la récompense est fixée à 200 000 dollars. Ts Madison rejoint les juges tournants du panel de jurés. La gagnante de la saison est Sasha Colby, avec Anetra comme seconde. La Miss Congeniality de la saison est Malaysia Babydoll Foxx.
La seizième saison de RuPaul's Drag Race est diffusée pour la première fois du 5 janvier 2024 au 19 avril 2024. Le casting est composé de quatorze candidates et la récompense est fixée à 200 000 dollars pour la gagnante de la saison, 50 000 dollars pour la gagnante du LaLaPaRuZa Lip Sync Smackdown et 25 000 dollars pour les finalistes perdantes. La gagnante de la saison est Nymphia Wind, avec Sapphira Cristál comme seconde. Les Miss Congenialitys de la saison sont Sapphira Cristál et Xunami Muse.
La diffusion de la dix-septième saison de RuPaul's Drag Race est prévue pour le 3 janvier 2025. Le casting est composé de quatorze candidates. Law Roach rejoint les juges tournants du panel de jurés. La gagnante de la saison est Onya Nurve, avec Jewels Sparkles comme seconde. La Miss Congeniality de la saison est Crystal Envy.

## Candidates
À l'heure actuelle, dix-sept saisons ont été diffusées et 228 candidates ont concouru dans RuPaul's Drag Race. Les dix-sept gagnantes de l'émission sont, par ordre chronologique, BeBe Zahara Benet, Tyra Sanchez, Raja Gemini, Sharon Needles, Jinkx Monsoon, Bianca Del Rio, Violet Chachki, Bob the Drag Queen, Sasha Velour, Aquaria, Yvie Oddly, Jaida Essence Hall, Symone, Willow Pill, Sasha Colby, Nymphia Wind et Onya Nurve.

## Séries dérivées

### Épisodes spéciaux
- RuPaul's Drag Race: Green Screen Christmas : le 13 décembre 2015, Logo TV diffuse un épisode spécial de RuPaul's Drag Race afin d'annoncer la sortie de l'album Slay Belles de RuPaul. Michelle Visage, Siedah Garrett, Todrick Hall, Alyssa Edwards, Laganja Estranja, Latrice Royale, Raja Gemini et Shangela y participent[36],[37].
- RuPaul's Drag Race Holi-slay Spectacular : le 1er novembre 2018, VH1 annonce un épisode spécial Noël de RuPaul's Drag Race, où huit anciennes candidates concourent pour gagner le titre de « drag queen de Noël ». Eureka, Jasmine Masters, Kim Chi, Kylie Sonique Love, Latrice Royale, Mayhem Miller, Shangela et Trixie Mattel y participent[38],[39].
- RuPaul's Drag Race: Corona Can't Keep a Good Queen Down : le 26 février 2021, VH1 diffuse un épisode spécial entre le huitième et le neuvième épisode de la treizième saison, détaillant le tournage de l'émission en pleine pandémie de Covid-19[40].

### Séries télévisées
- RuPaul's Drag U (2010–2012) : dans chaque épisode de cette émission, trois femmes sont associées à d'anciennes candidates de RuPaul's Drag Race afin d'être relookées.
- RuPaul's Drag Race All Stars (depuis 2012) : d'anciennes candidates de l'émission reviennent afin de concourir pour une place dans le Drag Race Hall of Fame. Le format est similaire à RuPaul's Drag Race.
- Dancing Queen (2018) : RuPaul est producteur exécutif de cette émission centrée sur Alyssa Edwards et son studio de danse situé à Mesquite, au Texas.
- RuPaul's Secret Celebrity Drag Race (depuis 2020) : dans chaque épisode de cette émission, trois célébrités sont associées à d'anciennes candidates de RuPaul's Drag Race afin d'être relookées et de gagner de l'argent pour une association caritative.
- RuPaul's Drag Race: Vegas Revue (2020) : cette série documentaire suit la résidence à Las Vegas d'anciennes candidates de l'émission.

### Versions internationales
Depuis 2018, la franchise Drag Race s'est étendue dans le monde entier :
- 2018 : Thaïlande[1] ;
- 2019 : Royaume-Uni[2] ;
- 2020 : Canada, Pays-Bas[3],[4] ;
- 2021 : Australie & Nouvelle-Zélande, Espagne, Italie[5],[6] ;
- 2022 : France, Philippines[7];
- 2023 : Allemagne, Belgique, Brésil, Mexique, Suède[8],[9],[10] ;
- 2025 : Afrique du Sud[11].

## Controverse
En mars 2014, l'émission fait l'objet d'une controverse à cause de l'utilisation du terme transphobe « shemale » pendant un mini défi de la sixième saison. Logo TV a depuis supprimé le segment de toutes les plateformes de diffusion et interdit l'utilisation du terme des saisons suivantes.

En 2018, RuPaul est critiqué pour une interview pour The Guardian dans laquelle il annonce ne « probablement pas » permettre à une candidate transgenre de concourir, en comparant la transidentité dans le monde du drag au dopage dans le domaine sportif sur Twitter. RuPaul s'est depuis excusé. Sasha Velour, gagnante de la neuvième saison, diverge, en tweetant :
Mon drag est né dans une communauté pleine de femmes transgenres, d'hommes transgenres et de personnes non-binaires. C'est la vraie réalité du drag, que ça vous plaise ou non. Je trouve ça fabuleux et je me battrai toute ma vie pour protéger et encourager cela.

## Relation avec la communauté transgenre
Pendant les douze premières saisons, la phrase d'accroche de RuPaul avant le défilé des candidates était : « Gentlemen, start your engines, et may the best woman win. » Lors de la treizième saison, la phrase a été changée en : « Racers, start your engines, et may the best drag queen win. » Dans la sixième saison de RuPaul's Drag Race All Stars, un changement est également fait au générique de l'émission.
Les participantes peuvent être de n'importe quel genre ainsi que de n'importe quelle orientation sexuelle, même si la grande majorité des candidates sont des hommes homosexuels cisgenres. Kylie Sonique Love, candidate de la deuxième saison, est la première candidate à révéler sa transidentité lors de l'émission : elle gagnera plus tard la sixième saison de RuPaul's Drag Race All Stars et deviendra la première femme transgenre à gagner une saison jugée par RuPaul. Monica Beverly Hillz, candidate de la cinquième saison, est la première candidate à révéler sa transidentité lors de la compétition ; Peppermint, candidate de la neuvième saison, est la première candidate à démarrer sa saison en tant que personne transgenre,,. D'autres candidates ont également fait leur coming out transgenre ou non-binaire après la diffusion de leur saison,,,.
De plus, Gottmik est le premier homme transgenre à participer à l'émission.
La quatorzième saison de RuPaul's Drag Race est la première saison à présenter cinq candidates transgenres : Kerri Colby, Kornbread Jeté, Bosco, Jasmine Kennedie et Willow Pill.

## Distinctions
L'émission a reçu de nombreuses récompenses, notamment, entre autres, vingt-sept Primetime Emmy Awards, trois Producers Guild of America Awards, six MTV Movie & TV Awards et deux GLAAD Media Awards.
L'émission est nommée pour la première fois en 2010, l'année suivant sa première diffusion, au GLAAD Media Award du meilleur programme de télé-réalité. L'année suivante, elle reçoit sa première nomination au Critics' Choice Television Awards pour Meilleur programme de télé-réalité. RuPaul recevra également trois nominations au Critics' Choice Television Award de la meilleure présentation pour un programme de télé-réalité, en 2012, 2014 et 2018, remportant cette dernière.
En 2014, l'émission remporte le TCA Award du meilleur programme de télé-réalité et reçoit, l'année suivante, sa première nomination aux Primetime Emmy Awards pour Meilleur maquillage pour Mathu Andersen, pour son travail sur le troisième épisode de la septième saison de l'émission. En 2016, RuPaul gagne le Primetime Emmy Award de la meilleure présentation pour une télé-réalité, première d'une série de huit victoires consécutives.
En 2017, l'émission commence à être distribuée par VH1, ce qui lui permet d'obtenir une meilleure visibilité et de devenir une nommée annuelle des Primetime Emmy Awards. En 2018, elle remporte le Primetime Emmy Award de la meilleure émission de télé-réalité, qu'elle remporte durant quatre années consécutives. L'émission a également reçu de nombreuses nominations pour sa direction artistique, ses costumes, ses maquillages et ses coiffures.
D'autres émissions à rapprocher de RuPaul's Drag Race ont été reconnues : RuPaul's Drag Race: Untucked remporte le Critics' Choice Real TV Award de la meilleure série non structurée et le Primetime Creative Arts Emmy Award du meilleur programme de télé-réalité non structuré. Whatcha Packin', une émission présentée par Michelle Visage, est nommée au Primetime Emmy Award pour meilleur programme court de télé-réalité en 2022.